# Les Sentiers de la haine
Pour plus de détails, voir Fiche technique et Distribution.
Les Sentiers de la haine (Il piombo e la carne) est un western spaghetti franco-italo-espagnol sorti en 1964, réalisé par Marino Girolami.

## Synopsis
Les Masters, propriétaires terriens riches et sans scrupules, veulent agrandir leur territoire : ils louchent sur une vallée dans laquelle se trouve une tribu Cherokee, et en particulier un bois sacré pour les indiens. La fille de Nat Masters devient amoureuse du chef Chata, mais leur amour rencontre des obstacles de part et d'autre.

## Fiche technique
- Titre français : Les Sentiers de la haine
- Titre original italien : Il piombo e la carne
- Titre espagnol : Sendero de odio
- Genre : Western spaghetti
- Réalisation : Marino Girolami (sous le pseudo de Fred Wilson)
- Scénario : Gino De Sanctis
- Production : Ennio Girolami, Jacques-Paul Bertrand pour Cines Europa, Hesperia Films, Marco Film
- Photographie : Manuel Berenguer, Mario Fioretti (it)
- Montage : Enzo Girolami
- Musique : Carlo Savina
- Année de sortie : 1964
- Durée : 95 minutes
- Format d'image : 2,35 : 1
- Langue : espagnol, italien, français
- Pays de production:  Espagne,  Italie,  France
- Distribution en Italie : Regionale Cinema, Panta Film
- Dates de sortie  : 
  - France : 22 décembre 1965 (en province)
  - France : 29 décembre 1966 (à Paris)[1]

## Distribution
- Rod Cameron : Nathaniel Masters
- Patricia Viterbo : Mabel Masters
- Ennio Girolami (sous le pseudo de Thomas Moore) : Sam Masters
- Bruno Piergentili (sous le pseudo de Dan Harrison) : Chata
- Manuel Zarzo : Nelson Masters
- Carla Calò (sous le pseudo de Carrol Brown)
- Alfredo Mayo : Mortimer Lasky
- Julio Peña : shérif
- Piero Lulli : Jonathan
- Georges Lycan : Pat Keler
- Tota Alba : Minnea
- Consalvo Dell'Arti : juge
- Manuela Lupo : Moli
- Dante Maggio : Bob Raskin
- Enzo Maggio : un client au saloon
- Marco Mariani (it) : Testigo
- Ignazio Spalla : Slim McClear
- Marisa Quattrini